# Cartoon Network (Japonia)
Cartoon Network – japońska stacja telewizyjna należąca do WarnerMedia emitująca głównie kreskówki. Wystartowała 1 września 1997 roku.

## Programy
- Angela Anakonda
- Atomówki
- Batman: Odważni i bezwzględni
- Ben 10: Obca potęga
- Byle do przerwy
- Chojrak – tchórzliwy pies
- Chowder
- Co za kreskówka!
- Czarodziejka z Księżyca
- Dom dla Zmyślonych Przyjaciół pani Foster
- Doug Zabawny (wersja Nickelodeon)
- Dragon Ball Z
- Dwa głupie psy
- Ed, Edd i Eddy
- Fantastyczna Czwórka
- Fistaszki
- Flintstonowie
- Ganso Tensai Bakabon (tylko w Japonii)
- Garfield
- Harcerz Lazlo
- Hi Hi Puffy AmiYumi
- Jankenman
- Jetsonowie
- Klasa 3000
- Kocia ferajna
- Kosmiczny Duch
- Kryptonim: Klan na drzewie
- Krypto superpies
- Miś Yogi
- Mój partner z sali gimnastycznej jest małpą
- Mroczne przygody Billy’ego i Mandy
- Odlotowe wyścigi
- Oggy i karaluchy
- Pies Huckleberry
- Popeye
- Przygody rodziny Addamsów
- Pucca
- Różowa Pantera i przyjaciele
- Ruby Gloom
- Simpsonowie
- Sylwester i Tweety na tropie
- The Mr. Men Show
- Tom i Jerry
- Wally Gator
- Waynehead
- Yo Yogi!
- Zwariowane melodie
- La Güereja y algo mas